# Тутов (Волгоградская область)
Тутов — хутор в Среднеахтубинском районе Волгоградской области.
Входит в состав Ахтубинского сельского поселения.

## География
Хутор с запада и севера огибает ерик Пахотный.

### Улицы
- пер. Зелёный
- ул. Лесная
- ул. Луговая
- ул. Овражная
- ул. Раздольная
- ул. Центральная

## Население
| 2010 |
| ---- |
| 84   |